# 京成20形電車
京成20形電車（けいせい20がたでんしゃ）とは、京成電気軌道（現在の京成電鉄）が1921年（大正10年）に製造した電車である。

## 木造20形
1921年（大正10年）、京成船橋駅 - 京成千葉駅（現・千葉中央駅）間の延伸開業に備えてモハ20 - 31の計12両が雨宮製作所で製造された。
車体は長さ16m、二重屋根、両運転台式の木造車体で、前面は製造当初は中央に貫通扉を設け、両側に2枚ずつの窓を配した5枚窓であったが、製造後間もなく非貫通3枚窓に改造された。前面が中央部のみやや左右幅の広い5枚窓で、側面は両端と中央に乗降用扉を配置し、扉の間に6枚（窓配置1D1221D1221D1、D=乗降用扉）の窓を設けた3扉車であった。側面窓の上部に明かり取り窓が設けられている。定員は88名であった。
台車はブリル27-MCB-2、主制御器はゼネラル・エレクトリック製電空カム軸接触器式が使用された。
モハ27は1931年（昭和6年）に押上駅で火災により焼失し、汽車製造で200形と同形の17m級鋼製車体に載せ替えられた。
モハ20 - 26・28 - 30は1936年（昭和11年）に電装品を126形の電動車化に転用したため電装解除されて制御車（クハ20 - 26・28 - 30）となった。1941年（昭和16年）には残るモハ31も1100形に電装品を転用し、電装解除・制御車化と片運転台化が実施され、クハ31となった。
1946年（昭和21年）にはクハ20・22・29が帝国車輌で鋼製車体に載せ替えられた。残るクハ21・23 - 26・28・30・31は車体を更新されることなく翌1947年（昭和22年）12月に廃車となった。

## 鋼体化改造車
1946年に車体更新されたクハ20・22・29の車体形状は前面貫通形3枚窓、側面は窓配置dD4D4D3（D=乗降用扉、d=乗務員室扉）で、同時に製造されたモハ220形を短くしたような形状であった。台車はブリル27-MCB-2のままであったが、1959年（昭和34年）の改軌によりD-16に取り替えられた。また戦前に鋼体化されたモハ27もそれ以前に台車がD-16に取り替えられている。
上記の4両は1961年（昭和36年）から1962年（昭和37年）にかけて新京成電鉄に譲渡されている。1971年（昭和46年）に4両とも大栄車輌で車体更新が行われ、1100形に編入された。番号はモハ27→モハ1105、クハ20・22・29→サハ1108 - 1110となった。1988年（昭和63年）に8800形に置き換えられ全廃されている。